# Konstantin Loktev
Konstantin Borisovitsj Loktev (Russisch: Константин Борисович Локтев) (Moskou, 16 april 1933 - aldaar, 4 november 1996) was een Sovjet-Russisch ijshockeyer. 
Loktev won tijdens de Olympische Winterspelen 1960 de bronzen medaille.
Loktev werd van 1963 tot en met 1966 viermaal wereldkampioen. De wereldkampioenschappen van 1964 was ook een olympisch toernooi. In de Olympische wedstrijden maakte hij twaalf doelpunten.